# Fru Jensen
Fru Jensen er en dansk børnefilm fra 1989 med instruktion og manuskript af Lise Roos.

## Handling
En lille pige har en veninde, som kun kan ses af hende selv. Det er fru Jensen, som er en fantasifigur, der optræder i tylsskørt, guldsko med blomster på og en lille hat. En slags drømmeprinsesse, som små piger drømmer om og tegner i en vis alder.